# Olaus Sunonis
Olaus Sunonis, född 1604 i Linköpings församling, Östergötland, död 26 juni 1680 i Vimmerby, var en svensk präst och riksdagsman.

## Biografi
Olaus Sunonis föddes 1604 i Linköpings församling. Han var son till rådmannen Sune Johansson i Linköping. Olaus Sunonis blev 1625 student vid Uppsala universitet och arbetade som informator hos pfalzgreve Adolf Johan av Pfalz-Zweibrücken. Han prästvigdes 29 juli 1636 och blev hovpredikant hos pfalzgreve Johan Kasimir av Pfalz-Zweibrücken. År 1639 blev han kyrkoherde i Borgs församling, samt hospitalspredikant i Norrköping. Olaus Sunonis blev 1646 kyrkoherde i Vimmerby stadsförsamling, tillträdde 1648 och blev 1 juli 1656 kontraktsprost i Tunaläns och Sevede kontrakt. Han avled 1680.

### Familj
Olaus Sunonis var gift med Margareta Larsdotter, dotter till kammakaren Lars Persson i Nyköping. De fick tillsammans barnen hovfiskalen  Adolf Johan Croning (död 1666) i Stockholm, hovauditören Samuel Croning, rådmannen Suno Croning i Vimmerby, kyrkoherden Lars Croning (1651–1737) i Munktorps församling, överstelöjtnanten Benjamin Croning i Frankrike, Engela Croning som var gift med kyrkoherden Johannes Palm i Röks församling och Rebecka Croning som var gift med rådmannen Henrik Foiex i Vimmerby.